# الصيغة القائمة على الأحماض الأمينية
الصيغة القائمة على الأحماض الأمينية، والمعروفة أيضاً باسم الصيغة العنصرية، هي نوع من صيغ حليب الأطفال هيبوألرجينيك الذي يحوي أحماض أمينية فردية. والأحماض الأمينية هي اللبنات الأساسية للبروتين، وتشكّل معًا متطلبات البروتين في الصيغة اللازمة للنمو والتطور. كما أن الأحماض الأمينية تكون في أبسط أشكالها، ما يجعل من السهل على الجسم معالجتها وهضمها. من العلامات التجارية الأكثر شيوعا التي تستخدم صيغة الأحماض الأمينية في الولايات المتحدة شركات إليكير، نيوكيت، نوتراميغين بورامينو.
وبما أن الرضع والأطفال لديهم احتياجات غذائية مختلفة، فإن الصيغ المعتمدة على الأحماض الأمينية عادة ما تكون مصنّعة للرضع من عمر 0-1 سنة أو للأطفال من 1 إلى 10 سنوات من العمر.

## دواعي الاستعمال
عادة ما يشار إلى الصيغ المعتمدة على الأحماض الأمينية بـ:
- الحليب أو حساسية بروتين الصويا
- تعصب البروتين الغذائي المتعدد
- البروتينات المسببة للحساسية للبروتين الغذائي: التهاب المريء الإيزونوفيلي ومرض الجزر المعدي المريئي
- حالات طبية أخرى تتطلب اتباع نظام غذائي قائم على الأحماض الأمينية، مثل : متلازمة الأمعاء القصيرة الانتقال من الحقن إلى التغذية المعوية.

## السداد
على عكس الصيغ المستندة إلى الحليب، المستندة إلى الصويا، والحمض الهيدرولوجي، تندرج الصيغ المعتمدة على الأحماض الأمينية تحت تصنيف FDA لصيغ الرضع المعفاة أو الأطعمة الطبية. ولذلك، فإن 11 ولاية تتطلب حاليًا أن تقوم شركات التأمين بتعويض العائلات عن الصيغ المعتمدة على الأحماض الأمينية. الولايات هي أريزونا، كونيتيكت، إلينوي، مين، ميريلاند، ماساتشوستس، مينيسوتا، نيو هامبشاير، نيو جيرسي، نيويورك، ورود آيلاند. وتفاصيل كل قانون مختلفة.
وقد تتأهل بعض العائلات أيضا لبرنامج التغذية التكميلية الخاصة للنساء والرضع والأطفال (WIC) أو برامج المساعدة الخاصة.